# HD192678
HD192678 — хімічно пекулярна зоря спектрального класу A2, що має видиму зоряну величину в смузі V приблизно  7,4.
Вона  розташована на відстані близько 751,5 світлових років від Сонця.

## Пекулярний хімічний склад
Зоряна атмосфера HD192678 має підвищений вміст 
Cr
.

## Магнітне поле
Спектр даної зорі вказує на наявність магнітного поля у її зоряній атмосфері.
Напруженість повздовжної компоненти поля оціненої з аналізу
наявних ліній металів
становить 1458,1± 235,5 Гаус.